# Металіст (Луганський район)
Металі́ст — селище в Україні, у Луганській міській громаді Луганського району Луганської області. Населення становить 2197 осіб. З 2014 року є тимчасово окупованим.

## Географія
Лежить за 10 км на північ від Луганська, на трасі Луганськ — Сіверськодонецьк. Поруч лежать такі населені пункти: села Стукалова Балка і Привітне на північному сході, Світле на півночі, Шишкове і Лиман на північному заході, Земляне на заході, селище Тепличне і місто Олександрівськ на південному заході.

## Історія
1927 року на бросових землях засновано радгосп «Металіст» як підсобне господарство Луганського паровозобудівного заводу (нині — Луганський інститут агропромислового виробництва). 1932 року, рятуючи свої родини від Голодомору, працівники заводу переконали своє керівництво заснувати при підсобному господарстві селище. Сюди з навколишніх сіл переїжджали родини паровозобудівників, які рятувалися від голоду вирощеною власноруч сільгосппродукцією.
Село не оминули й політичні репресії. 15 липня 1932 року за звинуваченням у приналежності до контрреволюційної організації був арештований бухгалтер радгоспу Федір Перкович, однак через недоведеність відпущений з-під варти. У 1938 році засуджений до розстрілу касир Федір Богданов.
За даними ОБД Меморіал в роки Другої світової війни загинуло 3 уродженці Металіста — Бондар Олександр Антонович (1924 — 18.08.1943), Мірошниченко Василь Антонович (?-11.03.1943), Каторжний Федот Фролович (1894 —— 07.1942).
У той же період від репресій постраждали учителька Євдокія Цереленко, пожежник радгоспу Іван Локтєв, робітник Прокіп Кривоклякін, слюсар Володимир Корчинський, тракторист Іван Коляда, чорнороб Федір Колпаков, водій Андрій Коваленко.
1991 року селище стало центром Металістської сільської ради.

### Війна на сході України
У 2014 році в ході війни на сході України поряд з селищем точилися бої. У бою 17 червня 2014 року під Металістом була захоплена в полон Надія Савченко.
26 листопада 2014 року оприлюднено інформацію, що близько 500 жителів селища вийшли на акцію протесту проти влади так званої «ЛНР».